# Faustball-Europameisterschaft 1978
Die 4. Faustball-Europameisterschaft der Männer fand am 23. und 24. September 1978 in Offenburg (Deutschland) statt. Deutschland war zum ersten Mal Ausrichter der Faustball-Europameisterschaft der Männer.

## Spiele
Halbfinale:
- Österreich –  Italien 51:30

Finale:
- Bundesrepublik Deutschland –  Schweiz 32:27

## Platzierungen
| Rang | Land                       |
| ---- | -------------------------- |
| 1.   | Bundesrepublik Deutschland |
| 2.   | Schweiz                    |
| 3.   | Österreich                 |
| 4.   | Italien                    |